# Monteverde
Monteverde é uma comuna italiana da região da Campania, província de Avellino, com cerca de 920 habitantes. Estende-se por uma área de 39 km², tendo uma densidade populacional de 24 hab/km². Faz fronteira com Aquilonia, Lacedonia, Melfi (PZ).
Pertence à rede das Aldeias mais bonitas de Itália.

## Demografia
| Variação demográfica do município entre 1861 e 2011                               |
|                                                                                   |
| Fonte: Istituto Nazionale di Statistica (ISTAT) - Elaboração gráfica da Wikipedia |